# Bistriško branište
Bistriško branište (bolgarsko Бистришко бранище) je zavarovano območje – branište – višinskega gozda in alpskih travnikov, ki se razprostira na severovzhodnem pobočju gorskega masiva Vitoša na zahodu Bolgarije, nad glavnim mestom Sofijo. Obsega 10,62 km² znotraj naravnega parka Vitoša in je bilo ustanovljeno kot ožje zavarovano območje hkrati z njim leta 1934 (sprva sicer v manjšem obsegu). Ime je dobilo po reki Bistrici, ki jo napajajo vode s tega območja, po njegovem ozemlju pa teče tudi reka Jančevska.
Razprostira se na 1430 do 2282 metrov nadmorske višine pod vrhovoma Goljam Rezen in Skoparnik ter obsega stare smrekove gozdove in alpska travišča nad gozdno mejo, z vpadljivimi skalnatimi tvorbami in gruščevji. Uradno je strogo zaščiten rezervat, v katerem je gibanje dovoljeno samo po označenih pešpoteh, od leta 1977 je prepoznan tudi kot biosferni rezervat v sklopu Unescovega programa Človek in biosfera. Vendar število obiskovalcev ni natančno regulirano in naravno območje je pod precejšnjim pritiskom množic pohodnikov zaradi bližine glavnega mesta ter znanega turističnega središča Aleko.

## Rastlinstvo in živalstvo
Vrstna in starostna struktura dreves je dokaj homogena, kar nakazuje, da so lokalni prebivalci še konec 19. stoletja aktivno krčili gozd za pašo in pridobivanje oglja, nato pa so se posegi končali. Prevladujejo smreke, najstarejše so vzklile po 1870. letih. Zaradi močnih vetrov je gozdna meja nižje, kot bi pričakovali glede na zemljepisno širino, na 1850–1950 m nad morjem. Na območju sicer raste 450 vrst višjih rastlin, od tega pet bolgarskih endemitov, in stotine vrst mahov, lišajev, praproti ter gliv. Varstveno pomembne so dvoživke in plazilci, kot so navadni močerad, hribski urh, zelena rega, živorodna kuščarica, navadni gad idr., od ptičev pa prevladujejo krekovt, šoja, krivokljun, rumenoglavi kraljiček in veliki detel. Od velikih sesalcev živijo na širšem območju Vitoše jeleni, srnjad, rjavi medvedi in volkovi.
V začetku 21. stoletja je gozd prizadel hujši vetrolom, nakar je prišlo do izbruha smrekovega lubadarja, ki je zaradi skromne raznolikosti prizadel več kot 200 ha gozda. Manjši vetrolomi se v novejšem času dokaj redno dogajajo.